# دانته موراندی
دانته موراندی (ایتالیایی: Dante Morandi؛ زادهٔ ۲۴ فوریهٔ ۱۹۵۸) دوچرخه‌سوار اهل ایتالیا است. وی در مسابقات جیرو دیتالیا شرکت کرده است.